# Galerina subarctica
Galerina subarctica är en svampart som tillhör divisionen basidiesvampar, och som beskrevs av Alexander Hanchett Smith och Rolf Singer. Galerina subarctica ingår i släktet Galerina, och familjen buktryfflar. Arten har ej påträffats i Sverige.